# Osrednja območna knjižnica
Osrednja območna splošna knjižnica (kratica OOK) je splošna knjižnica, ki na podlagi pogodbe z ministrstvom, pristojnim za kulturo, v soglasju s svojim ustanoviteljem opravlja za širše območje posebne naloge.

## Izvajanje nalog osrednje območne knjižnice
Pravilnik o osrednjih območnih knjižnicah nalaga OOK-jem štiri glavne naloge delovanja:
- Zagotavljanje povečanega in zahtevnejšega izbora knjižničnega gradiva in informacij.
- Strokovna pomoč knjižnicam s svojega območja, kar zajema tudi sodelovanje pri načrtovanju razvoja informacijskega sistema.
- Koordinacija zbiranja, obdelave in hranjenja domoznanskega gradiva.
- Usmerjanje izločenega knjižničnega gradiva s svojega območja.

## Območja osrednjih območnih knjižnic (OOK)

### Celjsko območje
Celjsko območje pokriva Osrednja knjižnica Celje. Celjsko območje pokriva 36 občin, kar predstavlja 2647,8 km² ali 13,06 % ozemlja Slovenije. Na tem območju živi 15,3 % celotnega prebivalstva Slovenije (v letu 2011 304.179 prebivalcev).
Osrednja knjižnica Celje izvaja knjižnično dejavnost za prebivalce Mestne občine Celje, Dobrne, Štor in Vojnika in posebne naloge osrednje območne knjižnice za 11 osrednjih knjižnic celjskega območja:
- Knjižnica Laško[4] (izvaja knjižnično dejavnost na območju občin Laško in Radeče)
- Knjižnica Antona Sovreta Hrastnik[5] (izvaja knjižnično dejavnost na območju občine Hrastnik)
- Knjižnica Mileta Klopčiča Zagorje ob Savi[6] (izvaja knjižnično dejavnost na območju občine Zagorje ob Savi)
- Knjižnica Rogaška Slatina[7] (izvaja knjižnično dejavnost na območju občin Rogaška Slatina in Rogatec)
- Knjižnica Šentjur[8] (izvaja knjižnično dejavnost na območju občin Šentjur in Dobje)
- Knjižnica Šmarje pri Jelšah[9] (izvaja knjižnično dejavnost na območju občin Šmarje pri Jelšah, Bistrica ob Sotli, Kozje in Podčetrtek)
- Knjižnica Toneta Seliškarja Trbovlje[10] (izvaja knjižnično dejavnost na območju občine Trbovlje)
- Knjižnica Velenje[11] (izvaja knjižnično dejavnost na območju občin Velenje, Šoštanj in Šmartno ob Paki)
- Medobčinska splošna knjižnica Žalec[12] (izvaja knjižnično dejavnost na območju občin Žalec, Braslovče, Polzela, Prebold, Tabor in Vransko)
- Osrednja knjižnica Mozirje[13] (izvaja knjižnično dejavnost na območju občin Mozirje, Gornji Grad, Ljubno, Luče, Nazarje, Rečica ob Savinji, in Solčava)
- Splošna knjižnica Slovenske Konjice[14] (izvaja knjižnično dejavnost na območju občin Slovenske Konjice, Vitanje in Zreče)

### Dolenjsko območje
Dolenjsko območje  pokriva Knjižnica Mirana Jarca Novo mesto. Dolenjsko območje  pokriva 25 občin, kar predstavlja 3.560 km² ali 17,56 % ozemlja Slovenije. Na tem območju živi 10,4% celotnega prebivalstva Slovenije (v letu 2010 212.600 prebivalcev).
Knjižnica Mirana Jarca Novo mesto izvaja knjižnično dejavnost za prebivalce Mestne občine Novo mesto, Dolenjskih Toplic, Mirne Peči, Škocjana, Šentjerneja, Žužemberka, Straže, Šmarjeških Toplic in posebne naloge osrednje območne knjižnice za 8 osrednjih knjižnic dolenjskega območja:
- Knjižnica Brežice[16] (izvaja knjižnično dejavnost na območju občin Brežice)
- Valvasorjeva knjižnica Krško[17] (izvaja knjižnično dejavnost na območju občine Krško in Kostanjevica na Krki)
- Knjižnica Sevnica[18] (izvaja knjižnično dejavnost na območju občine Sevnica)
- Knjižnica Pavla Golie Trebnje[19] (izvaja knjižnično dejavnost na območju občin Trebnje, Mirna, Mokronog-Trebelno in Šentrupert)
- Knjižnica Črnomelj[20] (izvaja knjižnično dejavnost na območju občin Črnomelj in Semič)
- Ljudska knjižnica Metlika[21] (izvaja knjižnično dejavnost na območju občin Metlika)
- Knjižnica Kočevje[22] (izvaja knjižnično dejavnost na območju  Kočevje, Osilnica, Kostel)
- Knjižnica Miklova hiša Ribnica[23] (izvaja knjižnično dejavnost na območju občin Ribnica, Sodražica, Loški Potok)

### Gorenjsko območje
Gorenjsko območje pokriva Mestna knjižnica Kranj. Območje je razdeljeno na 18 občin,  obsega 2137 km², kar predstavlja 10,5 % slovenskega ozemlja, tu �ivi nekaj manj kot 10 % prebivalstva Slovenije (v letu 2012 204.170 prebivalcev).
Mestna knjižnica Kranj izvaja knjižnično dejavnost za prebivalce Mestne občine Kranj in sosednjih občin Cerklje na Gorenjskem, Jezersko, Naklo, Preddvor in Šenčur, posebne naloge osrednje območne knjižnice pa tudi za 4 gorenjske osrednje knjižnice:
- Občinska knjižnica Jesenice[25]: izvaja knjižnično dejavnost za občine Jesenice, Kranjska Gora in Žirovnica
- Knjižnica A. T. Linharta Radovljica[26]: izvaja knjižnično dejavnost za občine Bled, Bohinj, Gorje in Radovljica
- Knjižnica Ivana Tavčarja Škofja Loka[27]: izvaja knjižnično dejavnost za  občine Gorenja vas - Poljane, Škofja Loka, Železniki in Žiri
- Knjižnica dr. Toneta Pretnarja Tržič[28]: izvaja knjižnično dejavnost za občino Tržič

### Goriško območje
Goriško območje pokriva Goriška knjižnica Franceta Bevka  Arhivirano 2007-03-29 na Wayback Machine. Nova Gorica. Goriška regija na 2325 km2, kar je 11,47 % slovenskega ozemlja, zajema 13 občin: Mestna občina Nova Gorica , Občina Brda, Občina Kanal ob Soči, Občina Miren - Kostanjevica, Občina Renče - Vogrsko, Občina Šempeter - Vrtojba, Občina Tolmin, Občina Kobarid, Občina Bovec, Občina Ajdovščina, Občina Vipava, Občina Idrija in Občina Cerkno. Na območju regije živi 118.620 prebivalcev, torej 5,83 % vsega prebivalstva Slovenije.
Na Goriškem območju delujejo 4 splošne knjižnice: 
- Goriška knjižnica Franceta Bevka  Arhivirano 2007-03-29 na Wayback Machine. (izvaja knjižnično dejavnost v občinah: Mestna občina Nova Gorica, Občina Brda, Občina Kanal ob Soči, Občina Miren - Kostanjevica, Občina Renče - Vogrsko, Občina Šempeter - Vrtojba)
- Knjižnica Cirila Kosmača Tolmin  Arhivirano 2016-10-15 na Wayback Machine. (izvaja knjižnično dejavnost v občinah: Tolmin, Kobarid in Bovec)
- Lavričeva knjižnica Ajdovščina (izvaja knjižnično dejavnost v občinah Ajdovščina in Vipava)
- Mestna knjižnica in čitalnica Idrija (izvaja knjižnično dejavnost v občinah Idrija in Cerkno).

Goriška knjižnica je osrednja območna knjižnica, kar pomeni, da opravlja, poleg storitev in dejavnosti za svoje uporabnike, še posebne naloge za širše območje Goriške regije v smislu svetovanja in koordinacije knjižnicam na svojem območju. Tako knjižnice Goriškega območja povezuje v območno mrežo, ki zagotavlja kvalitetno izvajanje knjižnične dejavnosti.

### Koroško območje
Koroško območje pokriva Koroška osrednja knjižnica dr. Franca Sušnika Ravne na Koroškem. Koroško območje pokriva 12 občin, kar predstavlja 1.041 km² ali 5,13 % ozemlja Slovenije. Na tem območju živi 3,5 % celotnega prebivalstva Slovenije (v letu 2012 72.267 prebivalcev).
Koroška osrednja knjižnica izvaja knjižnično dejavnost za prebivalce občin Črna na Koroškem, Mežica, Prevalje in Ravne na Koroškem ter posebne naloge osrednje območne knjižnice za 3 osrednje knjižnice koroškega območja:
- Knjižnica Ksaverja Meška Slovenj Gradec[30] (izvaja knjižnično dejavnost na območju Mestne občine Slovenj Gradec in Mislinja)
- Knjižnica Radlje ob Dravi[31] (izvaja knjižnično dejavnost na območju občin Radlje ob Dravi, Muta, Podvelka, Ribnica na Pohorju in Vuzenica)
- Knjižnica Dravograd[32] (izvaja knjižnično dejavnost na območju občine Dravograd)

### Obalno-kraško območje
Obalno-kraško območje pokriva Osrednja knjižnica Srečka Vilharja Koper
Obalno-kraško knjižnično območje zajema občine Koper, Izolo, Piran, Sežano, Komen, Divačo, Hrpelje-Kozino, Postojno, Pivko in Ilirsko Bistrico. V desetih občinah s skupnim obsegom 2.017,6 km2 ali 9,95% površine slovenskega ozemlja živi 7,14% prebivalstva Slovenije (146.346 prebivalcev).
Obalno-kraško območje pokriva šest splošnih knjižnic. Osrednja knjižnica Srečka Vilharja Koper/Biblioteca centrale Srečko Vilhar Capodistria] izvaja knjižnične storitve za prebivalce občine Koper in posebne naloge osrednje območne knjižnice. V knjižnično mrežo Obalno-kraškega območja OOK strokovno povezuje še pet osrednjih knjižnic: 
- Knjižnico Makse Samsa [34]  (izvaja knjižnično dejavost v občini Ilirska Bistrica)
- Mestno knjižnico Izola [35]  (izvaja knjižnično dejavost v občini Izola),
- Kosovelovo knjižnico Sežana [36] (izvaja knjižnično dejavost v občinah Sežana, Komen, Divača in Hrpelje-Kozina),
- Mestno knjižnico Piran [37]  (izvaja knjižnično dejavost v občini Piran),
- Knjižnico Bena Zupančiča Postojna [38]  (izvaja knjižnično dejavost v občinah Postojna in Pivka)

### Osrednjeslovensko območje
Na podlagi soglasja, ki ga je Mestna občina Ljubljana izdala na podlagi 27. člena Zakona o knjižničarstvu , je postala Mestna knjižnica Ljubljana v letu 2008 kot pravna naslednica Knjižnice Otona Župančiča osrednja območna knjižnica Osrednjeslovensko območje.
Osrednjeslovensko območje pokriva 29 občin, kar je 16 % slovenskega ozemlja. Poleg občin ljubljanske urbane regije še tri Notranjske: Cerknica, Bloke in Loški potok. Na območju živi 25 % vsega prebivalstva Slovenije – 509.000 prebivalcev.
Mestna knjižnica Ljubljana izvaja naloge iz Pravilnika o OOK za naslednje knjižnice:
- Mestna knjižnica Ljubljana [39] (pokriva občine MOL, Brezovica, Dobrova-Polhov Gradec, Dol pri Ljubljani,Horjul, Ig, Škofljica,Velike Lašče in Vodice),
- Knjižnica Jožeta Udoviča Cerknica[40] (pokriva občine Cerknica, Bloke in Loška dolina),
- Knjižnica Domžale[41] (pokriva občine Domžale, Lukovica, Mengeš;, Moravče in Trzin),
- Knjižnica Grosuplje[42] (pokriva občine Grosuplje, Dobrepolje in Ivančna Gorica),
- Matična knjižnica Kamnik[43] (pokriva občini Kamnik in Komenda),
- Knjižnica Litija[44] (pokriva občini Litija in Šmartno pri Litiji) ter
- Knjižnica Logatec[45] (pokriva občino Logatec).
- Knjižnica Medvode[46] (pokriva občino Medvode).
- Cankarjeva knjižnica Vrhnika[47] (pokriva občine Vrhnika, Borovnica in Log-Dragomer),

### Pomursko območje
Pomursko območje pokriva Pokrajinska in študijska knjižnica Murska Sobota. Pomursko območje pokriva 27 občin.
Pokrajinska in študijska knjižnica Murska Sobota izvaja knjižnično dejavnost za prebivalce Mestne občine Murska Sobota, občin Kuzma, Beltinci, Moravske Toplice, Gornji Petrovci, Tišina, Puconci, Rogašovci, Cankova, Grad, Hodoš in Šalovci in posebne naloge osrednje območne knjižnice za 3 osrednje knjižnice pomurskega območja:
- Knjižnica Lendava[49] (izvaja knjižnično dejavnost na območju občin Lendava, Kobilje, Dobrovnik, Turnišče, Velika Polana, Odranci in Črenšovci),
- Splošna knjižnica Ljutomer[50] (izvaja knjižnično dejavnost na območju občin  Ljutomer, Križevci, Veržej in Razkrižje),
- Ljudska univerza / Občinska knjižnica Gornja Radgona[51] (izvaja knjižnično dejavnost na območju občin Gornja Radgona, Apače, Radenci in Sveti Jurij ob Ščavnici).

### Spodnjepodravsko območje
Spodnjepodravsko območja pokriva Knjižnica Ivana Potrča Ptuj.
Območje zajema 19 občin. Največji sta Mestna občina Ptuj in občina Ormož. 
Spodnjepodravsko območje pokriva 859 km² ali 4,2% ozemlja Slovenije. Na tem območju živi 86.107 prebivalcev, kar predstavlja 4,2% celotnega prebivalstva Slovenije (podatki za leto 2012).
Knjižnica Ivana Potrča Ptuj izvaja knjižnično dejavnost za prebivalce občin Cirkulane, Destrnik, Dornava, Gorišnica, Hajdina, Juršinci, Kidričevo, Majšperk, Markovci, Podlehnik, Ptuj, Sveti Andraž v Slovenskih goricah, Trnovska vas, Videm, Zavrč in Žetale.
V skladu s Pravilnikom o osrednjih območnih knjižnicah, Knjižnica Ivana Potrča Ptuj izvaja posebne naloge osrednje območne knjižnice za osrednjo knjižnico:
- Knjižnica Franca Ksavra Meška Ormož (izvaja knjižnično dejavnost na območju občin Ormož, Središče ob Dravi in Sveti Tomaž).

### Štajersko območje
Štajersko območje kot ga določa Pravilnik (Pravilnik o pogojih za izvajanje knjižnične dejavnosti kot javne službe, Priloga 1: Mreža splošnih knjižnic v Sloveniji Ur.l. RS, št 73/03 in Pravilnik o spremembah in dopolnitvah Pravilnika o pogojih za izvajanje knjižnične dejavnosti kot javne službe, Ur.l. RS, št. 80/2012) pokriva Mariborska knjižnica. Štajersko območje pokriva 22 občin, kar predstavlja 1.313 km² ali 6,48% ozemlja Slovenije. Na tem območju živi 11,53% celotnega prebivalstva Slovenije  (237.462 prebivalcev v letu 2012).
Mariborska knjižnica izvaja knjižnično dejavnost za prebivalce Mestne občine Maribor in za prebivalce občin Duplek, Hoče – Slivnica, Kungota, Lovrenc na Pohorju, Miklavž na Dravskem polju, Pesnica, Rače – Fram, Ruše, Selnica ob Dravi, Starše in Šentilj. V skladu s Pravilnikom o osrednjih območnih knjižnicah izvaja Mariborska knjižnica posebne naloge osrednje območne knjižnice za osrednji knjižnici:
- Knjižnica Lenart Arhivirano 2007-04-12 na Wayback Machine. (izvaja knjižnično dejavnost na območju občin Benedikt, Cerkvenjak,  Lenart,  Sveta Ana, Sveta Trojica v Slovenskih goricah in Sveti Jurij v Slovenskih goricah)
- Knjižnica Josipa Vošnjaka Slovenska Bistrica (izvaja knjižnično dejavnost na območju občin Makole, Oplotnica, Poljčane in Slovenska Bistrica)

## Tim OOK
Tim OOK, ki ga sestavljajo predstavniki vseh OOK in ga vodi koordinacija OOK v NUKu je leta 2005 oblikoval in leta 2008 revidiral dokument Poslanstvo in vizija osrednjih območnih knjižnic . Koordinacija vseh OOK je v Centru za razvoj knjižnic Narodne in univerzitetne knjižnice.